# Carlo Petrini (football)
Pour les articles homonymes, voir Petrini et Carlo Petrini.
Carlo Petrini (Monticiano, Province de Sienne, Italie, 29 mars 1948 - Lucques, Italie, 16 avril 2012) est un footballeur italien.

## Biographie

### Joueur
À l'intersaison, Petrini rejoint Bologne FC où éclate l'affaire du Totonero. Accusé d'avoir truqué le résultat d'un match, il est condamné à trois ans et six mois de suspension de toutes compétitions de football.

### Retraite
Après avoir terminé sa carrière dans le football au milieu des années 1980, Petrini se consacre à des affaires, pour un temps à gérer sa société de financement propres. Après un premier succès, l'entreprise a été affectée par l'accumulation de dettes aux prêteurs. Pour échapper à ses créanciers, Petrini quitte l'Italie pour se réfugier en France, où il a vécu plusieurs années dans l'anonymat complet. 
Le nom de Petrini revient à la une des journaux en 1995. Son fils de 19 ans, Diego, se meurt d'une tumeur cérébrale à l'hôpital Galliera à Gênes, et il lance un appel à travers les médias, demandant à voir son père, qu'il n'a pas entendu pendant les six dernières années. Diego, un joueur prometteur, est mort sans voir Petrini, qui avait décidé de ne pas retourner en Italie. Petrini a plus tard écrit un livre touchant de la poésie inspirée par cette triste histoire, après son retour définitif à l'Italie en 1998.
Il décède le 16 avril 2012 à l'âge de 64 ans.

## Palmarès
- Coupe d'Europe des clubs champions : 1969 avec le Milan
- Coupe d'Italie : 1971 avec le Torino

## Livres
En 2000 Petrini a publié son autobiographie, intitulée « Nel fango del dio pallone », dans lequel il raconte à la première personne des événements passés dans le monde du football. En particulier, le livre fait valoir que la pratique du dopage dans les années 1960 et 1970 a été généralisée : il prétend avoir utilisé plusieurs médicaments avec la complicité de médecins du sport. Il a également présenté des demandes de matches truqués dans son livre.